# Piat, Cagayan
Piat là một đô thị hạng 4 ở tỉnh Cagayan, Philippines. Theo điều tra dân số năm 2000, đô thị này có dân số 20.524 người trong 3.975 hộ.

## Các khu phố (barangay)
Piat được chia thành 18 khu phố (barangay).
| - Apayao - Aquib - Dugayung/estong morales.kuripot/kamatit... - Gumarueng - Macapil - Maguilling - Minanga - Poblacion I - Santa Barbara | - Santo Domingo - Sicatna - Villa Rey (San Gaspar) - Warat - Baung - Calaoagan - Catarauan - Poblacion II - Villa Reyno |